# Benediktinské arciopatství v Beuronu
Arciopatství svatého Martina v Beuronu (německy Erzabtei St. Martin zu Beuron, latinsky Archiabbatia Sancti Martini Beuronensis) je benediktinské arciopatství v německém městečku Beuron ve spolkové zemi Bádensko-Württembersko.
Klášter je znám jako místo původu Beuronské umělecké školy.

## Dějiny kláštera

### Léta 1080–1803

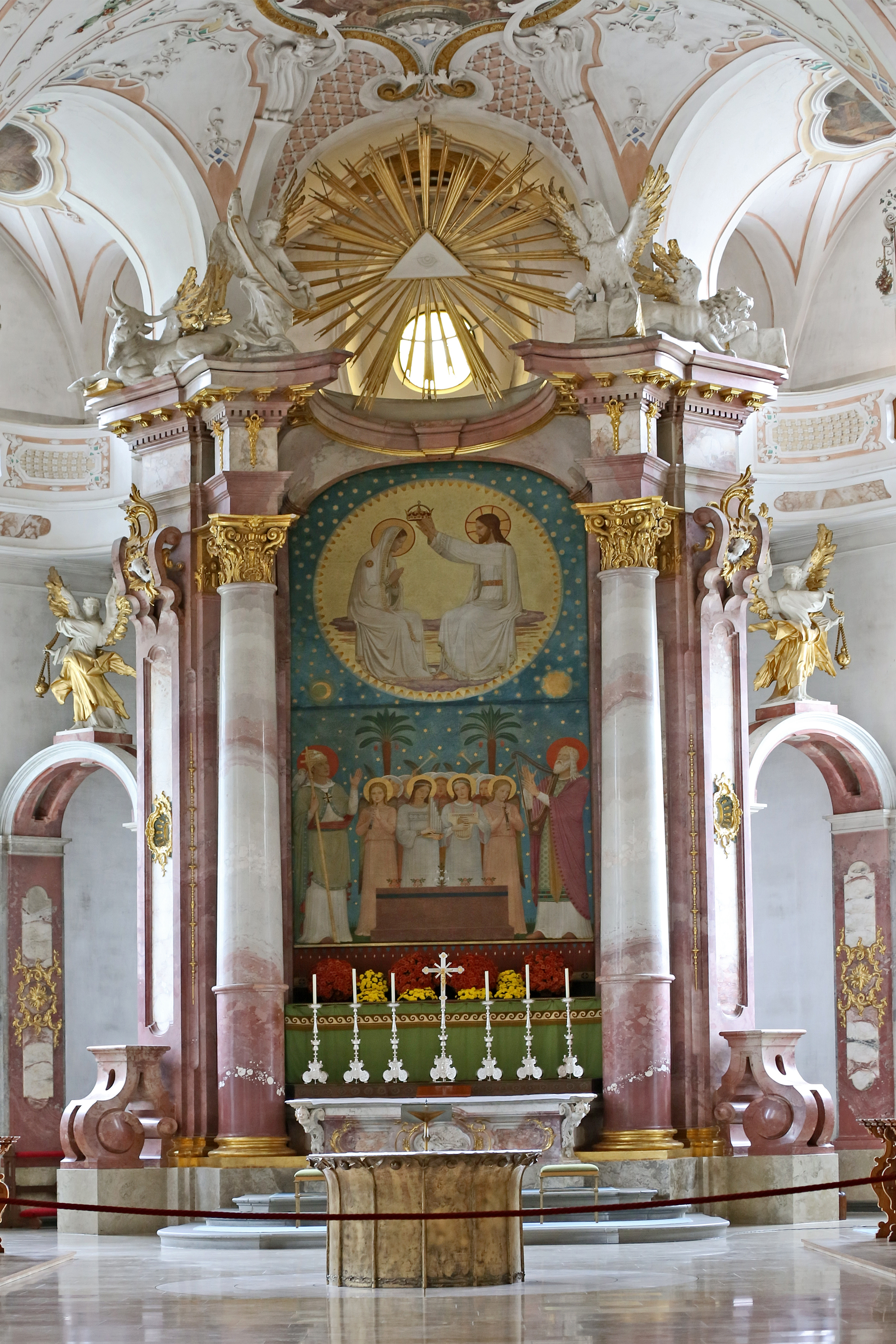
Würger a Steiner: Korunování Panny Marie, beuronská malba uvnitř barokní architektury hlavního oltáře kostela, 1873

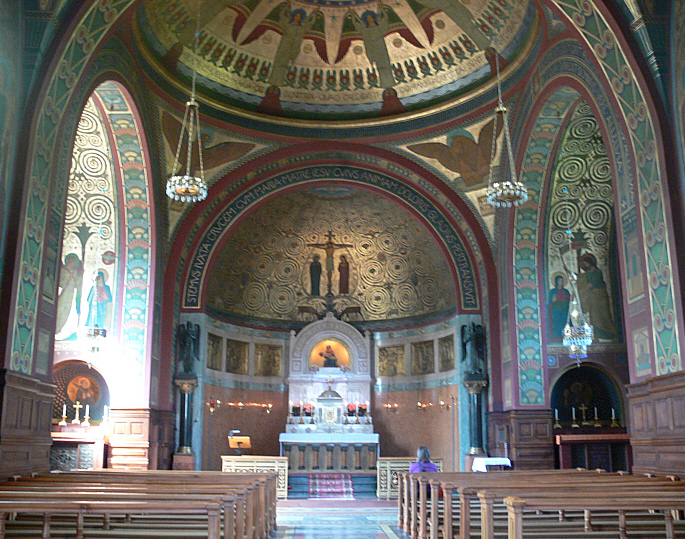
Kaple Božího milosrdenství

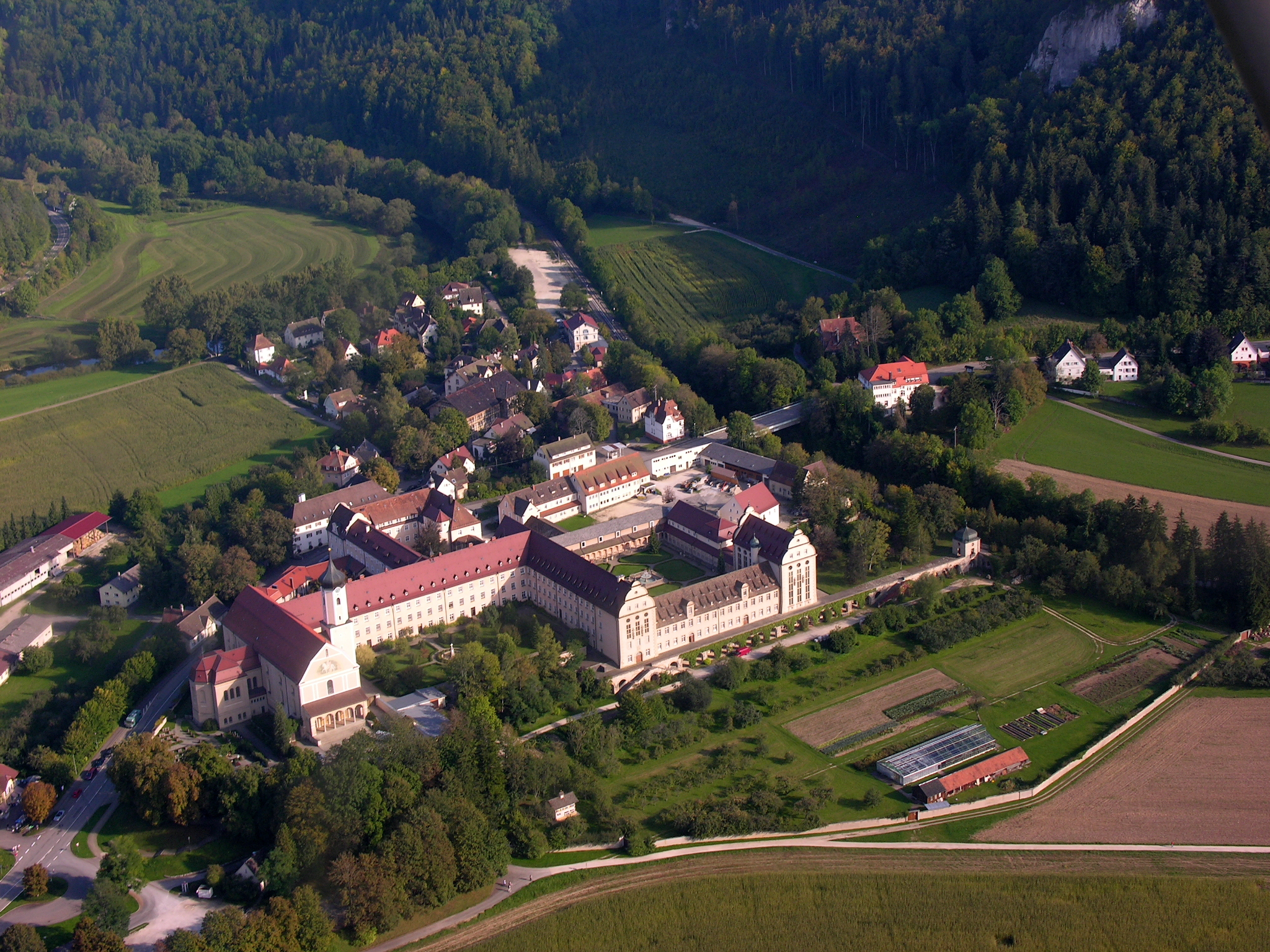
Letecký snímek údolí Dunaje s klášterem

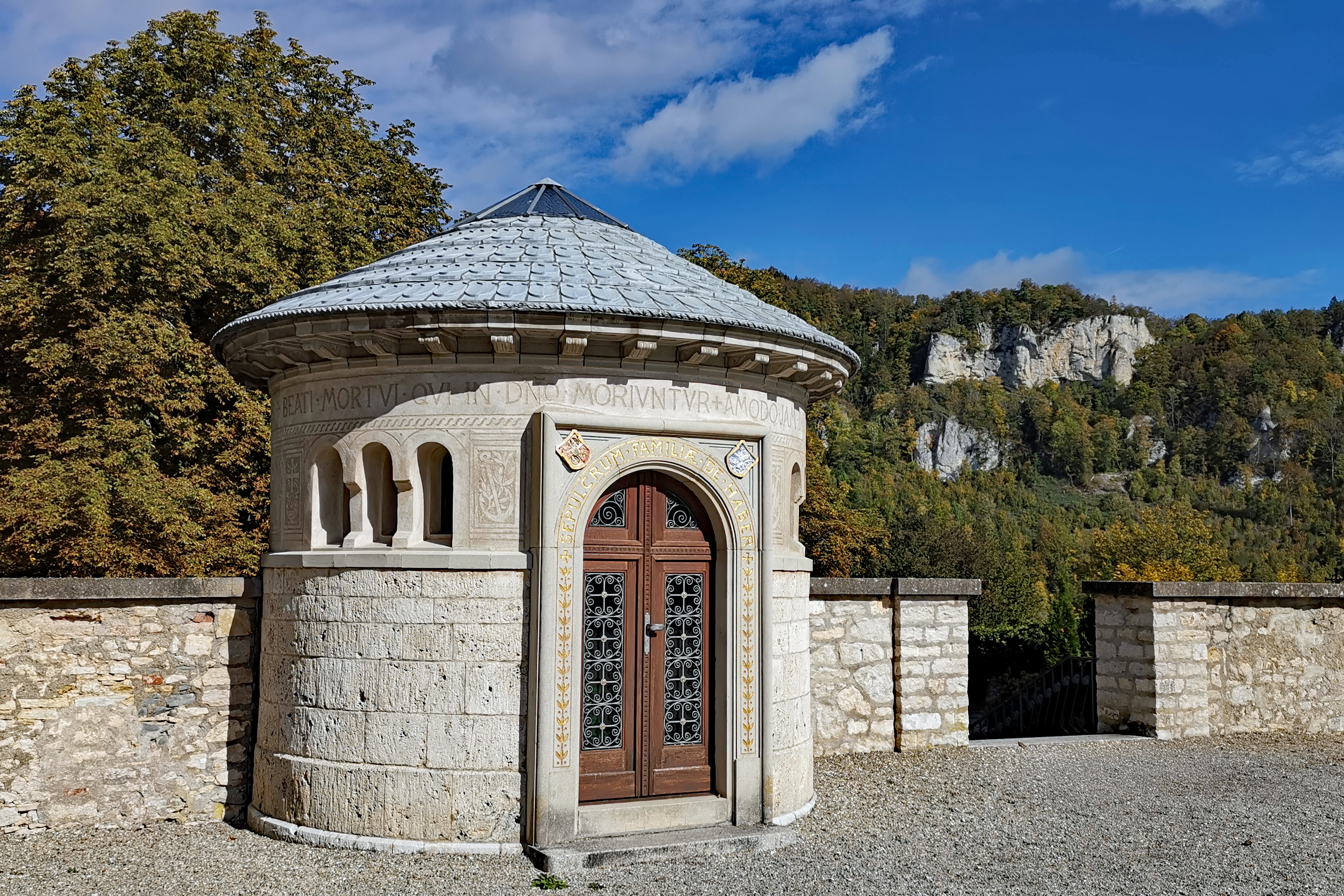
Rodinná hrobka Haderů před kostelem

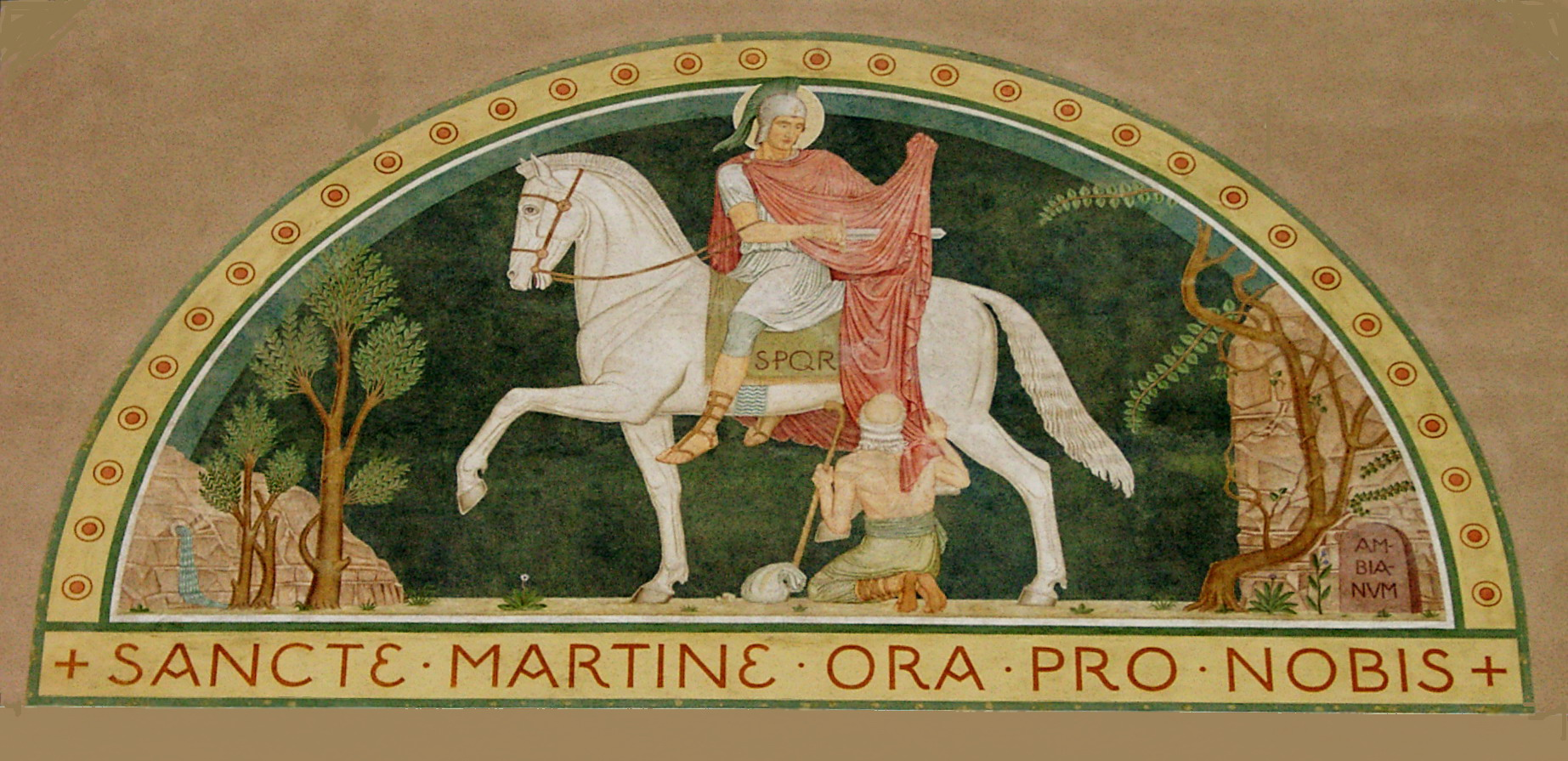
Jan Willibrord Verkade: Sv. Martin s žebrákem, malba ve štítu, 1899-1900

Klášter s kostelem zasvěcený sv. Martinovi z Tours založili na terase nad meandrem řeky mezi lety 1080–1090 augustiniáni-kanovníci jako fundaci šlechtice Peregrina z Hosskirchu. Stavby kostela a kláštera prošly třemi stavebními etapami, barokní budovy sloužily až do roku 1803, kdy poslední augustiniánský opat odstoupil a klášter byl zrušen.

### Léta 1863–1989
Majitelka panství, kněžna Kateřina z Hohenzollernu Sigmaringenu od roku 1862 usilovala o návrat řeholníků a oslovila dva rodné bratry, benediktinské mnichy, Maura Woltera a Placida Woltera. V roce 1863 přišli a založili nový konvent, povýšený roku 1868 na opatství. Prvním převorem byl Maurus Wolter (1825–1890), který jako opat převzal opatskou berlu ze zrušeného kláštera Rheinau. V roce 1873 se tito benediktini sdružili s dalšími a utvořili novou Beuronskou benediktinskou kongregaci, ve které je v současnosti sdruženo 16 klášterů.
Mnišský život zde byl nuceně přerušen roku 1880 v důsledku církevního boje německého kancléře Otty von Bismarcka proti Římu. Zdejší konvent nejprve přesídlil do kláštera v Sekavě a poté přijal nabídku pražského arcibiskupa kardinála Bedřicha Josefa ze Schwarzenbergu k osídlení Emauzského kláštera v Praze.
Do Beuronu se mniši mohli vrátit až o čtyři roky později. Z původního priorátu vzniklo opatství a v roce 1884 arciopatství. Mezi léty 1928–1933 opakovaně pobývala v klášteře filozofka Edith Steinová. Po druhé světové válce byl v klášteře založen Institut Vetus Latina s programem tradiční benediktinské úcty k tradicím, což se projevilo obnovou barokní výzdoby klášterního kostela.. Teprve od roku 1989 byly opět zhodnoceny kvality beuronské umělecké školy a ustaveno sdružení přátel beuronského umění. Následně začaly být tyto památky restaurovány, také v ostatních lokalitách a zemích.

## Současnost
Úřadujícím arciopatem je od roku 2011 Tutilo Burger, bratr freiburského arcibiskupa Stephana Burgera. Arciopatství je hlavou Beuronské benediktinské kongregace, ve které je nyní sdruženo 16 klášterů z Německa, Rakouska, Dánska a Česka.

## Architektura a výzdoba
Benediktini převzali komplex barokních staveb opatství. Klášterní kostel je trojlodní bazilika s bohatými štukaturami z let 1694–1704. Beuronští umělci ponechali původní interiér s výjimkou své výzdoby středního pole mezi barokními sloupy hlavního oltáře. Dále vymalovali lunetové štíty v předsíni a nad vchody kostela. Jednotu architektury a výzdoby dosáhli v nové kapli Božího milosrdenství a v kryptě pod ní, kde jsou pohřbeni beuronští opati. Rodinná hrobka Haderů před kostelem byla inspirována stavebním typem byzantsko-románské rotundy.